# ناهاپت گئورگیان
ناهاپت باگراتی گئورگیان (ارمنی: Նահապետ Բագրատի Գևորգյան؛ انگلیسی: Nahapet Gevorgyan؛ زادهٔ ۲۸ ژوئن ۱۹۵۷) یک سیاستمدار و اهل ارمنستان است که از تاریخ تا تاریخ سمت نمایندگی دوره‌های دوم تا ششم مجلس ملی جمهوری ارمنستان را برعهده داشت. گوورگیان عضو حزب جمهوری‌خواه ارمنستان می‌باشد.

## زندگی‌نامه
در 	۲۸ ژوئن ۱۹۵۷ در هوکتمبریان به دنیا آمد .   